# Étienne III de Bavière
Pour les articles homonymes, voir Étienne III.
Étienne III (1337 – 26 septembre 1413, Niederschönenfeld) est duc de Bavière de 1375 à sa mort. Fils aîné d'Étienne II et d'Élisabeth de Sicile, il règne d'abord sur la Basse-Bavière conjointement avec ses deux frères Frédéric et Jean II. En 1392, les frères procèdent à un partage de leurs possessions, et Étienne III devient duc de Bavière-Ingolstadt. Malgré ses tentatives, il ne parvient pas à leur reprendre les terres qu'il a dû leur céder, ni à ses neveux après leur mort.
Le 13 octobre 1364, Étienne III épouse Taddea Visconti, fille de Barnabé Visconti, dont :
- Louis VII le Barbu (1368-1447), épouse Anne de Bourbon (1380-1408), puis Catherine d'Alençon ;
- Isabeau de Bavière (1370-1435), épouse en 1385 Charles VI de France.

Le 16 janvier 1401, il se remarie avec Élisabeth, fille d'Adolphe III de Clèves. Ils n'ont pas d'enfants.